# M14细胞
M14细胞（全称：UCLA-SO-M14）是一种人类皮肤黑色素瘤細胞系，1976年由加利福尼亚大学洛杉矶分校（UCLA）的科研人员分离自一位33岁男性病人，列入NCI-60细胞系列表，用於许多生物医学研究。

## 外部連結
- Cellosaurus entry for M14 （页面存档备份，存于）